# Old Head of Kinsale
Old Head of Kinsale (irsko: An Seancheann) je glavno območje v bližini mesta Kinsale, County Cork, Irska. Svetilnik na tem polotoku je v 17. stoletju zgradil Robert Reading. Polotok je najbližja točka (11 milj / 18 km) od mesta, kjer je leta 1915 potonila RMS Lusitania.